# Kevin Drew
Kevin Drew (Toronto, 9 settembre 1976) è un cantante e musicista canadese.

## Carriera
Insieme a Brendan Canning ha fondato il collettivo Broken Social Scene nel 1999.
Insieme a Charles Spearin, anch'egli membro dei Broken Social Scene, è stato attivo nel progetto KC Accidental, portato avanti nella seconda metà degli anni '90.
Nel 2007 ha pubblicato il primo album solista dal titolo Spirit If..., seguito da un altro album solista nel 2014.

## Discografia
Solista
- Spirit If... (2007)
- Darlings (2014)

Broken Social Scene
- Feel Good Lost (2001)
- You Forgot It in People (2002)
- Bee Hives (2004)
- Broken Social Scene (2005)
- Forgiveness Rock Record (2010)

KC Accidental
- Captured Anthems for an Empty Bathtub (1998)
- Anthems for the Could've Bin Pills (2000)